# Fridericia cinnamomea
Fridericia cinnamomea là một loài thực vật có hoa trong họ Chùm ớt. Loài này được (DC.) L.G.Lohmann mô tả khoa học đầu tiên.